# William Henry Harvey
William Henry Harvey (Summerville, Irlanda, 5 de febrer de 1811 - Torquay, Anglaterra, 15 de maig de 1866) va ser un botànic i fitòleg irlandès especialitzat en algues.

## Biografia
Harvey va néixer a Summerville, prop de Limerick, Irlanda, el 1811, el més petit d'onze nens. El seu pare, Joseph Massey Harvey, era un quàquer i un important comerciant. William va començar la seva formació a l'escola Ballitore al comtat de Kildare i als 15 anys ja havia establert les algues com el seu interès general. Després de deixar l'escola es va incorporar al negoci familiar.
Harvey era una autoritat sobre algues i briòfits (molses) i autor d'un Manual de les algues britàniques (1841), Phycologia Britannica (4 vols., 1846–51), Nereis Boreali-Americana (3 parts 1852-85) i Phycologia Australica (5 vol., 1858-63). Va passar diversos anys a Sud-àfrica i va ser l'autor, juntament amb el botànic alemany Otto Wilhelm Sonder, de la Flora Capensis (7 vol. d'11, 1859 - 1933). El principal herbari d'algues de Harvey es troba al Trinity College de Dublín.
El descobriment de Harvey el 1831 de la molsa Hookeria laetevirens a Killarney, nova a Irlanda, va portar a una amistat de tota la vida amb Sir William Jackson Hooker, que aleshores era Regius Professor de botànica a la Universitat de Glasgow. Hooker va reconèixer el talent del jove i li va prestar llibres i exemplars. Poc després, Hooker el va convidar a contribuir amb la secció sobre algues a la seva British Flora (1833), així com la secció sobre algues per a The Botany of Captain Beechy's Voyage.
El 1835 Harvey va anar a Sud-àfrica a bord del vaixell "Carnatic", amb el seu germà Joseph que havia estat nominat per error com a tresorer colonial per Thomas Spring Rice en lloc de William. Quan la salut de Joseph va fallar l'any següent, William va assumir les seves funcions. Van marxar junts a Gran Bretanya el 14 d'abril de 1836 i Joseph va morir durant el viatge.
De tornada a Ciutat del Cap, i ara oficialment tresorer general, William va residir a Bishop's Court, aixecant-se abans de l'alba cada dia, recol·lectant a les muntanyes o a la vora del mar i treballant amb les plantes de nit. El març de 1837 va escriure: "He fet tantes excursions darrerament que gairebé em temo que guanyaré el sobrenom del plaer general de Sa Majestat". El mateix any va contractar els serveis del col·leccionista botànic Karl Zeyher, que es trobava a Uitenhage, per recollir exemplars. Va mantenir una estreta amistat amb el baró von Ludwig, que havia començat els seus famosos jardins a Ciutat del Cap, i li va dedicar els seus gèneres de plantes sud-africanes. Sota el patrocini de Sir George Gray i amb l'assistència d'un equip de col·leccionistes i d'Otto Wilhelm Sonder, es va dedicar a escriure una Flora Capensis en anglès; va viure el temps suficient per veure els tres primers volums acabats i publicats a Dublín, el tercer el 1865. Va tornar a casa el 1842, després d'haver renunciat al seu càrrec per malaltia.
El 1844 Harvey es va convertir en conservador del Trinity College Herbarium (TCD) i el 1848 professor de botànica de la Royal Dublin Society.
El 1853 va fer un viatge de tres anys visitant Sud-àfrica, Ceilan, Austràlia, Nova Zelanda, Tonga, Fiji i Xile. Al seu retorn, va publicar altres llibres importants sobre la botànica d'Amèrica del Nord i Sud-àfrica i el 1858 va ser nomenat professor de botànica al Trinity College de Dublín.
Va morir de tuberculosi el 15 de maig de 1866 a Torquay i va ser enterrat allí.

## Obres botàniques

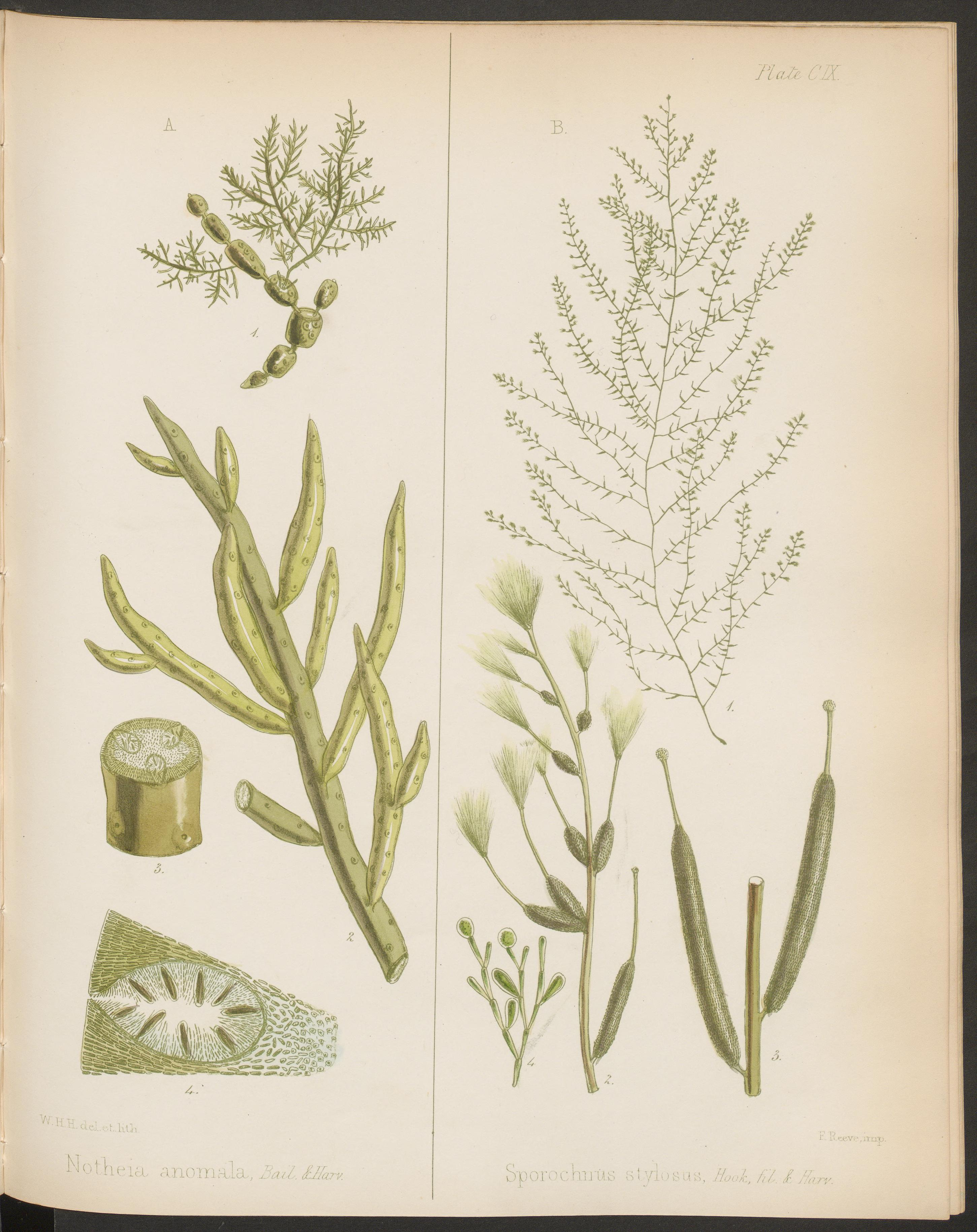
Il·lustracions realitzades per William Henry Harvey el 1855, inclosa Notheia anomala (a dalt a l'esquerra)

Com a resultat de la publicació del seu llibre de 1858, Els gèneres de plantes sud-africanes, en què demanava als lectors sud-africans que li enviessin exemplars perquè pogués començar a documentar la flora del Cap, va començar una correspondència amb Mary Elizabeth Barber, una naturalista aficionada que vivia a la Colònia del Cap. La seva correspondència contínua va tenir lloc durant un moment en què no era generalment acceptat que les dones participessin en debats científics, de fet, al principi Barber no va revelar el fet que fos una dona. Barber es va convertir en un dels principals proveïdors de plantes de Harvey de Sud-àfrica i també el va ajudar a nomenar i classificar nombroses espècies. Durant una correspondència de gairebé 30 anys, va enviar a Harvey aproximadament 1.000 espècies amb notes sobre cadascuna d'elles.
Harvey va descriure més de 750 espècies i més de 75 gèneres d'algues.
La seva Phycologia Britannica es va publicar el 1846–1851 i la seva publicació de Nereis Australis Or Algae of the Southern Ocean (1847–49) juntament amb altres publicacions van establir la seva reputació. La seva Phycologia Australica representa un dels llibres de ficologia més importants del segle xix. Publicat en cinc volums entre 1858 i 1863, és el resultat de la seva extensa col·lecció a les costes australianes.
Quan Harvey va posar els peus a Austràlia Occidental, ja s'havia consolidat com un excel·lent fitòleg després d'haver publicat diverses obres de grans dimensions. Va obtenir el títol de "pare de la ficologia australiana". Va ser elegit membre de la Royal Society el 1858.

## Llegat
Aproximadament 600 exemplars d'Irlanda, Ceilan, Illes Amigues, Austràlia i Tasmània recollits per Harvey es troben emmagatzemats a l'Herbarium del Museu de l'Ulster (BEL), gairebé 90 dels quals es troben al cinquè volum de la col·lecció William Thompson al Museu de l'Ulster, números de catàleg : F8848 – F8937. Tanmateix, la seva col·lecció principal encara es troba a l'herbari TCD, situat a l'edifici de l'escola de botànica del Trinity College. També hi ha col·leccions d'exemplars de Harvey a: l'antic Departament de Botànica de la University College, Cork, Irlanda; West Chester, Pennsilvània, EUA; National Herbarium of Victoria (MEL), Melbourne, Austràlia; Herbari Nacional de Nova Gal·les del Sud (NSW), Sydney, Austràlia i l'Herbari de la Universitat de St. Andrews (STA).
A l'època de Harvey, els naturalistes sovint es basaven en l'intercanvi d'exemplars amb altres científics i en les aportacions de col·leccionistes afeccionats. El seu Manual de les algues britàniques de 1841 es va dedicar a la britànica Amelia Griffiths. En la seva Phycologia Britannica Harvey sol assenyalar la "distribució" de cada espècie donant el nom del col·leccionista que va informar del registre. Al pròleg del vol. 1 enumera 19 persones a les quals està en deute. Aquests inclouen: Rev Pollexfen i el Dr. McBain per a les algues Òrcades. Els altres són: Rev Hore, Dr Cocks, Mr Rohloff, Mr Boswarva, Miss White, Miss Magdalene Turner, Miss Warren, Miss (Anne) Ball, Miss (Isabella) Gifford (4), Miss Cutler (1), Mrs Gatty, Sra. Gulson (? –1871) (5), Sra. Hayden, Rev. Dr. Landsborough, Dr. Dickie (2), Sr. Ralfs i Cresswell. Altres anotats al volum 1 inclouen: Mr Winch, Mr McCalla (c.1814–1849) (3), Mr Wigg, Mr Borrer, Miss Hutchins, John Templeton, TNCole, Rev Clouston, Rev H. Davies, Mr Stackhouse, La senyora Ovens, el senyor W. Backhouse, el Dr. James Dr. P. Neill i altres. Harvey va reconèixer l'ajut de Turner i va anomenar Cladophora magdalenae Harv. en honor seu. Harvey també va honrar la contribució de Susan Fereday al seu treball anomenant així les espècies Dasya feredayae i Nemastoma feredayae.

## Publicacions de Harvey
- Harvey, William Henry. 1833. Div.II. Confervoideae. Div.III. Gloiocladeae. In, Hooker, W.J. (Ed.) The English flora of Sir James Edward Smith 5. London.
- Harvey, William Henry. 1834. Algologhical illustrations. No. 1 Remarks on some British algae and descriptions of a new species recently added to our flora. J. Bot., Hooker 1: 296 – 305.
- Harvey, William Henry. 1838. The Genera of South African Plants. Cape Town, 429 pp.
- Harvey, William Henry. 1841. A Manual of the British Algae
- Harvey, William Henry. Description of Ballia, a new genus of Algae. – Hooker's Journ. Bot.' Bd 2
- Harvey, William Henry. 1844. Description of a minute alga from the coast of Ireland. Annals and Magazine of Natural History. 14: 27–28.
- Harvey, William Henry. 1844. Description of a new British species of Callithamnion (C. pollexfenii) Annals and Magagazine of Natural History. 14: 109 – 131.
- Harvey, William Henry. 1844. Algae of Tasmania, J. of Bot., London, 3:428–454.
- Harvey, William Henry. 1847. Phycologia Britannica. Plates 73–78). Reeve & Banham, London.
- Harvey, William Henry. 1848. Phycologia Britannica. Plates 147–216). Reeve & Banham, London.
- Harvey, William Henry. 1847. Nereis Australis or Algae of the Southern Ocean:... Transactions of the Royal Irish Academy. 22(Science):525–566. London.
- Harvey, William Henry. 1848. Directions for Collecting and Preserving Algae. Am. Journ., Sci. and Arts, II,6: 42–45.
- Harvey, William Henry. 1849. A Manual of the British Marine Algae... John van Voorst, London
- Harvey, William Henry. 1849. The sea-side book : being an introduction to the natural history of the British coasts John Van Voorst, London. Online here
- Harvey, William Henry. 1849. Phycologia Britannica. Plates 217–294). Reeve & Banham, London.
- Harvey, William Henry. 1850. Phycologia Britannica. Plates 295–354). Reeve & Banham, London.
- Harvey, William Henry. 1850. Observations on the Marine Flora of the Atlantic States. Proc. Am. Assn. Adv. Sci., pp. 79–80.
- Harvey, William Henry. 1851. Nereis Boreali-Americana:... Part I.— Melanospermaea. Smithsonian Institution.
- Harvey, William Henry. 1853. Nereis Boreali-Americana:... Part II.— Rhodospermeae.
- Harvey, William Henry. 1855. Some account of the marine botany of the colony of Western Australia. Transactions of the Royal Irish Academy, 22: 525–566.
- Harvey, William Henry. 1855. Algae. In J.D.Hooker, The Botany of the Antarctic Voyage 2: Flora Nova-Zelandiae II. London, 211–266, pl. 107–121.
- Harvey, William Henry. 1857. Nereis Boreali-Americana:... Part III.— Chlorospermeae.
- Harvey, William Henry. 1857. Short description of some new British algae, with two plates. Nat. Hist. Rev. 4: 201–204.
- Harvey, William Henry. 1858. List of Arctic Algae, Chiefly Compiled from Collections Brought Home by Officers of the Recent Searching Expeditions. Smithsonian Contrib. to Knowledge. Part III, Supl. 2: 132–134.
- Harvey, William Henry. 1859–1863. Thesaurus Capensis. Figures and brief descriptions of South African plants, selected from the Dublin University Herbarium.
- Harvey, William Henry & Otto Wilhelm Sonder. 1859–1933 Flora Capensis (7 vol. in 11)
- Harvey, William Henry. 1860. Algae. Pages 242–383, pl.185–196 in: The Botany of the Antarctic Voyage, Part III. Flora Tasmaniae. Vol. 2 (Ed. by J.D. Hooker) L.Reeve, London.
- Harvey, William Henry. 1862. Phycologia Australica. Vol 4, Pl. 181–240. London.
- Harvey, William Henry. 1862. Notice of a collection of algae made on the northwest coast of North America, chiefly at Vancouver's Island, by David Lyall, Esq., M.D., R.N., in the years 1859–1861. J. Linn. Soc. Bot. 6: 157–177.
- Harvey, William Henry. 1868. The Genera of South African Plants. (enlarged 2nd edition, edited by Sir J.D. Hooker). London.

## Publicacions relacionades
- Blackler, H. 1977. Harvey's Australian Algae in the Herbarium of Mrs Margaret Gatty in the Department of Botany of the University of St Andrew's (STA), Scotland. Taxon 26: 495 – 496.
- Evans, F. 2003. Mrs Alfred Gatty (1809–1873), author of "British Seaweeds". Phycologist. 65:14–17.
- Gordon, R.B. 1975. A collection of Wm. H. Harvey's Australian algae at West Chester, Pennsylvania, USA Taxon 24: 628.
- Ducker, S.C. 1977. W.H.Harvey's Australian Algae. Taxon 26 166–168.
- Guiry, M.D., Boalch, G.T. and Peters, A.F. 2010. William Henry Harvey's Grave Rediscovered. The Phycologist. Number 79: 14–15.
- Harvey, W.H. 1834. Algolical illustrations. No. 1.— Remarks on some British algae, and descriptions of new species recently added to our flora. J. Bot., Hooker, 1:296–305.
- Harvey, W.H. 1841. A Manual of the British Algae. Van Voorst, London.
- Harvey, W.H. 1844. Description of a minute alga from the coast of Ireland. Ann. & Mag. of Nat. Hist. 14:27–28.
- Harvey, W.H. 1848. Phycologia Britanica, plates 145–216. London.
- Harvey, W.H. 1852–58a. Nereis Boreali-Americana. Part I, Melanospermae. Smithsonian Contrib. to Knowledge, 3: 1–150, Pl, 1–12. 1852; Part II, Rhodospermae. Ibid., 5: 1–258, Pl. 13–36. 1853. Part III, Chlorospermae. Ibid., 10: 1–140. Pl. 37–50. 1858.
- Harvey, W.H. 1855. Some account of the marine botany of the colony of Western Australia. Trans. R. Ir. Acad. 22: 525–566.
- Harvey, W.H. 1862. Notice of a collection of algae made on the northwest coast of North America, chiefly at Vancouver's Island, by David Lyall. Esq., M.D., R.N., in the years 1859–61. J. Linn. Soc., Bot., 6:157–177.
- Harvey, W.H. and Hooker, J.D. 1845. Botany of the Antarctic voyage of H.M.discovery ships Erebus and Terror in the years 1839–1843... 1. Flora Antarctica. Part 1. Algae, pp. 175–193.
- May, V. 1977. Harvey's Australian Algae at the National Herbarium of New South Wales (NSW), Sydney, Australia. Taxon 26: 496.
- Morton, O. 1977. A note on W.H.Harvey's algae in the Ulster Museum. Ir. Nat. J. 19: 26.
- Morton, O. 1980. Three algal collections in the Ulster Museum Herbarium. Ir. Nat. J. 20: 33–37.
- Morton, O. 1981. American Algae Collected by W.H.Harvey and others, in the Ulster Museum Herbarium. Taxon 30: 867–868.
- Parkes, H. Introductory notes to the catalogue of marine algae housed in the herbarium of the Department of University College, Cork, Ireland. pp. 16–22. In Cullinane, J.P. 1973. Phycology of the South Coast of Ireland. The Cork University Press, University College Cork.
- Ross, J.H. 1976 The collection of W.H.Harvey's Australian algae at the National Herbarium of Victoria (MEL), Melbourne, Australia. Taxon 25: 525–526.